# Danuta Lechowska-Olton

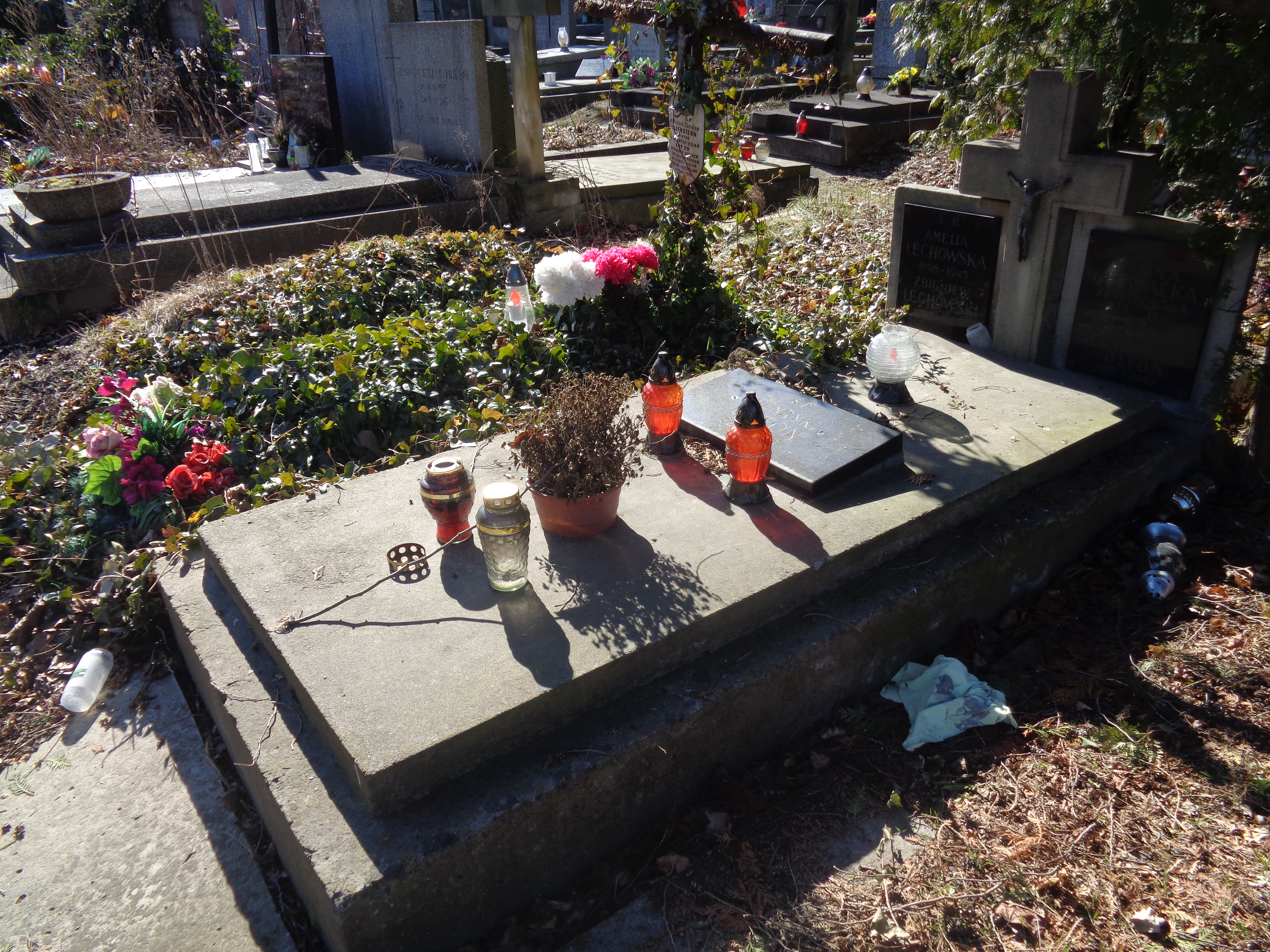
Grób Danuty Lechowskiej-Olton na Cmentarzu Powązkowskim

Danuta Lechowska-Olton (ur. 1933, zm. 7 sierpnia 2007) – pracownik Działu Literackiego Programu 1 Polskiego Radia.
Córka Jerzego. Przez ponad 50 lat była członkiem redakcji słuchowisk Matysiakowie i W Jezioranach. Zajmowała się między innymi odpisywaniem na listy słuchaczy.
Pochowana 14 sierpnia 2007 na cmentarzu Stare Powązki (kwatera 284 c wprost-3-10).

## Odznaczenia
- Krzyż Kawalerski Odrodzenia Polski (10 grudnia 2001)[2],
- Złoty Krzyż Zasługi (6 grudnia 1996)[3].